# Pseudomyrmex triplarinus
A formiga varasanta (Pseudomyrmex triplarinus) é uma espécie de formiga (família Formicidae). Vive nas regiões tropicais de América do Sul nas árvores do género Triplaris (T. americana, T. cumingiama, T. felipensis), com os quais mantém uma relação mutualista. Caracteriza-se por atacar a qualquer animal que se acerque à árvore em que vive e pela maneira como destrói a vegetação dos seus arredores. É uma espécie de formiga que vive em profundos canais nos caules e troncos das árvores Triplaris americana, onde consegue se abrigar e obter açúcar, gordura e proteína fornecidos pela árvore.
As operárias medem entre 8 e 9 mm de comprimento, com a cabeça entre 1,03 mm e 1,46 mm de longo por 1 mm a 1,41 mm de largo, as rainhas são algo maiores, com comprimento da cabeça entre 1,46 mm e 1,6 mm. As patas são relativamente longas com respeito às demais formigas de seu género.
É parente muito próxima das espécies P. mordax de América Central e norte de Colômbia, cujas patas são mais curtas; de P. dendroicus da Orinoquia e a Amazonia, cujas rainhas são bastante grandes; e P. triplaridis das Guayanas e o norte do Brasil, que é mais pequena, espécies as quais também vivem em árvores Triplaris e são designadas também como formigas varasanta.
Seu veneno está a ser experimentado para tratar a artrite reumatoide.